# Kiewiudy
Kiewiudy (ros. Кевюды) – osiedle w Rosji, w Kałmucji, w rejonie iki-burulskim. W 2010 liczyło 397 mieszkańców.